# ۱۹۳۶ (میلادی)

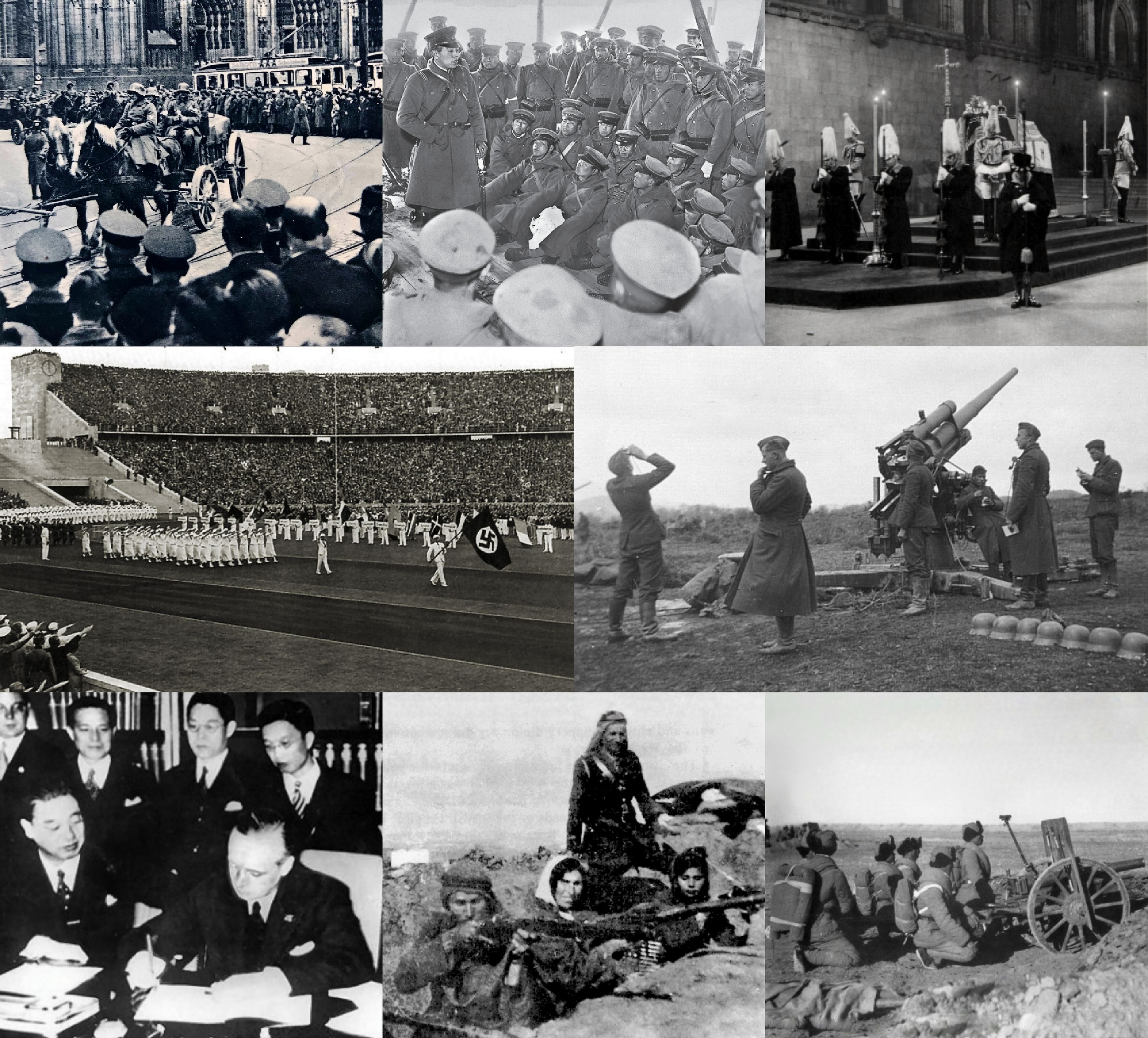

## رویدادها
- ‌۲۵ نوامبر - امضای پیمان ضد کمینترن بین آلمان و امپراتوری ژاپن

## زادروزها
- ۱۱ ژانویه – اوا هسه، مجسمه‌ساز آلمانی (د. ۱۹۷۰)
- ۱۲ ژانویه – امیل لحود، سیاست‌مدار لبنانی و رئیس‌جمهور این کشور
- ۲۷ ژانویه – تروا دوناهو، بازیگر و خواننده آمریکایی (د. ۲۰۰۱)
- ۴ فوریه – گری کانوی، بازیگر و فیلمنامه‌نویس آمریکایی
- ۱۱ فوریه – برت رینولدز، بازیگر آمریکایی (ز. ۲۰۱۸)
- ۱۴ فوریه – اندرو پرین، بازیگر آمریکایی
- ۱۹ فوریه – سم مایرز، موسیقی‌دان آمریکایی (د. ۲۰۰۶)
- ۲۹ فوریه – آلکس روکو، بازیگر آمریکایی
- ۵ مارس – دین استاکول، بازیگر آمریکایی
- ۷ مارس – لورن آکتون، فیزیک‌دان و فضانورد آمریکایی
- ۸ مارس – سو آن لنگدون، بازیگر آمریکایی
- ۱۴ مارس – ادوارد گوسف، دوچرخه‌سوار اهل شوروی (د. ۲۰۱۶)
- ۱۸ مارس – اف. دبلیو. کلرک، سیاست‌مدار اهل آفریقای جنوبی (د. ۲۰۲۱)
- ۱۹ مارس – اورزولا اندرس، بازیگر سوئیسی
- ۱۲ آوریل – چارلز نپیر (هنرپیشه)، صداپیشه و بازیگر آمریکایی (د. ۲۰۱۱)
- ۱۴ آوریل – کنت مارس، صداپیشه و بازیگر آمریکایی (د. ۲۰۱۱)
- ۲۲ آوریل – گلن کمبل، گیتاریست، خواننده، و بازیگر آمریکایی
- ۱۷ مه – دنیس هاپر، فیلمنامه‌نویس، بازیگر، عکاس، و کارگردان آمریکایی (د. ۲۰۱۰)
- ۱ ژوئن - جرالد اسکارف، کاریکاتوریست بریتانیایی
- ۱ ژوئن - ایو سن لورن، طراح فرانسوی
- ۴ ژوئن – بروس درن، بازیگر آمریکایی
- ۸ ژوئن – جیمز دارن، موسیقی‌دان، بازیگر، خواننده، و کارگردان آمریکایی
- ۲۳ ژوئن - ریچارد باخ، خلبان و نویسندهٔ آمریکایی
- ۲۵ ژوئن – یوسف حبیبی، سیاست‌مدار اهل اندونزی
- ۵ ژوئیه – شرلی نایت، بازیگر آمریکایی
- ۱۵ ژوئیه – جرج وینوویچ، سیاست‌مدار و وکیل آمریکایی
- ۱۶ ژوئیه - یاسوئو فوکودا، نخست‌وزیر ژاپن
- ۲۰ ژوئیه – باربارا میکولسکی، سیاست‌مدار آمریکایی
- ۲۹ ژوئیه – الیزابت دول، سیاست‌مدار آمریکایی
- ۳۱ اوت – آلبرتو آسیرلی، دوچرخه‌سوار اهل ایتالیا (د. ۲۰۱۷)
- ۳ سپتامبر - زین العابدین بن علی، رئیس‌جمهور و دیکتاتور پیشین تونس (د. ۲۰۱۹)
- ۱۲ سپتامبر - بریژیت سیمون حمیدی - نویسنده و پژوهشگر زبان و ادبیات فارسی
- ۱۴ سپتامبر – والتر کونیگ، فیلمنامه‌نویس و بازیگر آمریکایی
- ۲۱ سپتامبر – یوری لوژکف، سیاست‌مدار روسی
- ۲۵ سپتامبر – موسی ترائوره، سیاست‌مدار اهل مالی (د. ۲۰۲۰)
- ۳ اکتبر – استیو رایش، آهنگساز آمریکایی
- ۱۰ اکتبر - گرهارت ارتل، شیمیدان آلمانی و برنده جایزه نوبل شیمی
- ۲۶ اکتبر – شلی موریسون، بازیگر آمریکایی
- ۳ نوامبر – روی امرسون، بازیکن تنیس و ورزشکار استرالیایی
- ۸ نوامبر – ویرنا لیزی، بازیگر ایتالیایی (د. ۲۰۱۴)
- ۲۳ دسامبر – جیمز استیسی، بازیگر آمریکایی
- ۲۹ دسامبر – مری تایلر مور، بازیگر آمریکایی

## درگذشت‌ها
- ۶ ژانویه – لوئیس بریانت، ژورنالیست و نویسنده آمریکایی (ز. ۱۸۸۵)
- ۱۸ ژانویه – رودیارد کیپلینگ، نویسنده و شاعر بریتانیایی (ز. ۱۸۶۵)
- ۴ فوریه – ویلهلم گوستلوف، سیاست‌مدار آلمانی (ز. ۱۸۹۵)
- ۸ فوریه – چارلز کورتیس، سیاست‌مدار آمریکایی (ز. ۱۸۶۰)
- ۲۸ فوریه – شارل نیکول، زیست‌شناس فرانسوی (ز. ۱۸۶۶)
- ۳۰ آوریل – آلفرد ادوارد هاوسمن، شاعر بریتانیایی (ز. ۱۸۵۹)
- ۱۱ ژوئن – رابرت هاوارد، نویسنده آمریکایی (ز. ۱۹۰۶)
- ۱۸ ژوئن - ماکسیم گورکی، داستان‌نویس، نمایشنامه‌نویس و مقاله‌نویس انقلابی روس
- ۲۲ ژوئن – موریتس شلیک، فیزیک‌دان و فیلسوف آلمانی (ز. ۱۸۸۲)
- ۲۱ ژوئیه – گئورگ میشائلیس، سیاست‌مدار آلمانی (ز. ۱۸۵۷)
- ۱۵ اوت – گراتزیا دلدا، نویسنده و شاعر ایتالیایی (ز. ۱۸۷۱)
- ۱۷ سپتامبر – آنری لوشاتلیه، شیمی‌دان و مهندس فرانسوی (ز. ۱۸۵۰)
- ۲۰ اکتبر – آن سالیوان، معلم آمریکایی (ز. ۱۸۶۶)